# Olympische Sommerspiele 2012/Gewichtheben – Halbschwergewicht (Männer)
Das Gewichtheben der Männer in der Klasse bis 85 kg (Halbschwergewicht) bei den Olympischen Spielen 2012 in London wurde am 3. August 2012 im Exhibition Centre London ausgetragen. Es traten 23 Sportler aus 20 Ländern an.
Der Wettbewerb bestand aus zwei Teilen: Reißen (Snatch) und Stoßen (Clean and Jerk). Die Teilnehmer traten in zwei Gruppen zuerst im Reißen an, bei dem sie drei Versuche hatten. Wer ohne gültigen Versuch blieb, schied aus. Im Stoßen hatte wieder jeder Starter drei Versuche. Der Sportler mit dem höchsten zusammenaddierten Gewicht gewann. Im Falle eines Gleichstandes gab das geringere Körpergewicht den Ausschlag.

## Titelträger
| Weltmeister   | Reißen    | Andrej Rybakou   | 178 kg | WM 2011 in Paris |
| Weltmeister   | Stoßen    | Kianoush Rostami | 209 kg | WM 2011 in Paris |
| Weltmeister   | Zweikampf | Kianoush Rostami | 382 kg | WM 2011 in Paris |
| Olympiasieger | Zweikampf | Lu Yong          | 394 kg | Peking 2008      |

## Bestehende Rekorde
| Weltrekord    | Reißen    | Andrej Rybakou | 187 kg | Chiang Mai, Thailand | 22. September 2007 |
| Weltrekord    | Stoßen    | Zhang Yong     | 218 kg | Ramat Gan, Israel    | 25. April 1998     |
| Weltrekord    | Zweikampf |                |        |                      |                    |
| Olympiarekord | Reißen    |                |        |                      |                    |
| Olympiarekord | Stoßen    | Pyrros Dimas   | 215 kg | Sydney, Australien   | 23. September 2000 |
| Olympiarekord | Zweikampf |                |        |                      |                    |

## Zeitplan
- Gruppe A: 3. August 2012, 10:00 Uhr
- Gruppe B: 3. August 2012, 19:00 Uhr

## Endergebnis
| Platz | Sportler           | Land               | Gruppe | Körper- gewicht | Reißen (kg) | Reißen (kg) | Reißen (kg) | Reißen (kg) | Stoßen (kg) | Stoßen (kg) | Stoßen (kg) | Stoßen (kg) | Zweikampf |
| Platz | Sportler           | Land               | Gruppe | Körper- gewicht | 1           | 2           | 3           | Ergebnis    | 1           | 2           | 3           | Ergebnis    | Zweikampf |
| ----- | ------------------ | ------------------ | ------ | --------------- | ----------- | ----------- | ----------- | ----------- | ----------- | ----------- | ----------- | ----------- | --------- |
| 1     | Adrian Zieliński   | Polen              | A      | 84,62           | 170         | 174         | 176         | 174         | 206         | 206         | 211         | 211         | 385       |
| 2     | Kianoush Rostami   | Iran               | A      | 84,35           | 171         | 174         | 174         | 171         | 209         | 214         | 214         | 209         | 380       |
| 3     | Tarek Yehia        | Ägypten            | A      | 84,70           | 160         | 165         | 167         | 165         | 205         | 210         | 216         | 210         | 375       |
| 4     | Iwan Markow        | Bulgarien          | A      | 84,71           | 168         | 172         | 172         | 172         | 203         | 209         | 209         | 203         | 375       |
| 5     | Ragab Abdelhay     | Ägypten            | A      | 84,81           | 161         | 165         | 167         | 165         | 202         | 207         | 210         | 207         | 372       |
| 6     | Yoelmis Hernández  | Kuba               | A      | 82,28           | 158         | 158         | 163         | 163         | 205         | 210         | 210         | 205         | 368       |
| 7     | Kendrick Farris    | Vereinigte Staaten | B      | 84,70           | 150         | 150         | 155         | 155         | 190         | 200         | 208         | 200         | 355       |
| 8     | Sherzodjon Yusupov | Usbekistan         | B      | 84,72           | 150         | 155         | 159         | 155         | 180         | 195         | 195         | 195         | 350       |
| 9     | Pitaya Tibnoke     | Thailand           | B      | 84,47           | 152         | 156         | 156         | 152         | 193         | 196         | 202         | 196         | 348       |
| 10    | Safaa Al-Jumaili   | Irak               | B      | 83,01           | 145         | 150         | 156         | 150         | 195         | 195         | 200         | 195         | 345       |
| 11    | Richie Patterson   | Neuseeland         | B      | 84,46           | 150         | 150         | 154         | 150         | 183         | 186         | 195         | 186         | 336       |
| 12    | Steven Kari        | Papua-Neuguinea    | B      | 84,74           | 135         | 140         | 145         | 140         | 175         | 180         | 185         | 180         | 320       |
| 13    | Nezir Sağır        | Türkei             | B      | 83,45           | 130         | 130         | 140         | 140         | 160         | 170         | 175         | 175         | 315       |
| —     | Mansur Rejepow     | Turkmenistan       | B      | 84,57           | 160         | 165         | 168         | 160         | 188         | 188         | 190         | —           | DNF       |
| —     | Lu Yong            | China              | A      | 84,54           | 175         | 178         | 180         | 178         | 205         | 205         | 205         | —           | DNF       |
| —     | Sohrab Moradi      | Iran               | A      | 84,19           | 166         | 166         | 166         | —           | —           | —           | —           | —           | DNF       |
| —     | Benjamin Hennequin | Frankreich         | A      | 84,44           | 163         | 163         | 163         | —           | —           | —           | —           | —           | DNF       |
| —     | Ara Chatschatrjan  | Armenien           | B      | 84,74           | 165         | 165         | 165         | —           | —           | —           | —           | —           | DNF       |
| —     | Apti Auchadow      | Russland           | A      | 84,75           | 169         | 173         | 175         | —           | 205         | 210         | 212         | —           | DSQ       |
| —     | Rauli Tsirekidze   | Georgien           | B      | 84,49           | 162         | 167         | 167         | —           | 195         | 200         | 202         | —           | DSQ       |
| —     | Mikalaj Nowikau    | Belarus            | B      | 84,71           | 163         | 167         | 170         | —           | 192         | 196         | 200         | —           | DSQ       |
| —     | Gabriel Sîncrăian  | Rumänien           | A      | 84,07           | 167         | 167         | 167         | —           | —           | —           | —           | —           | DSQ       |

- Am 18. Oktober 2016 disqualifizierte das IOC den ursprünglich zweitplatzierten Russen Apti Auchadow wegen Dopings mit Dehydrochlormethyltestosteron und Drostanolon.[1] Am 21. November 2016 folgte die Disqualifikation des ursprünglich neuntplatzierten Georgiers Rauli Tsirekidze, der sich mit Dehydrochlormethyltestosteron und Stanozolol gedopt hatte.[2] Im Mai 2019 wurde auch Mikalaj Nowikau wegen Dopings disqualifiziert. Im November 2020 folgte die Disqualifikation von Gabriel Sîncrăian, ebenfalls wegen Dopings.
- Der Iraner Sohrab Moradi schaffte keinen gültigen Versuch im Reißen und schied somit aus.
- Titelverteidiger Lu Yong aus China, in führender Position nach dem Reißen, konnte keinen gültigen Versuch im Stoßen absolvieren und fiel damit aus der Wertung.